# 国立病院機構仙台西多賀病院
独立行政法人国立病院機構仙台西多賀病院（どくりつぎょうせいほうじんこくりつびょういんきこう せんだいにしたがびょういん、英語: National Hospital Organization SENDAI-NISHITAGA HOSPITAL）は、宮城県仙台市太白区鈎取本町にある医療機関。独立行政法人国立病院機構が運営する病院である。

## 概要
政策医療分野における神経・筋疾患の基幹医療施設、成育医療、重症心身障害、骨・運動器疾患、認知症の専門医療施設であり、エイズ治療拠点病院の指定を受ける。宮城県立西多賀支援学校（病弱者を対象とした特別支援学校）が隣接する。
児童福祉法に基づく指定医療機関（重症心身障害児委託病床・進行性筋萎縮症児委託病床）に指定されている。
2015年9月より「認知症疾患医療センター（地域型）」を設置し認知症に関する専門診療を開始した。

## 沿革
- 1947年4月1日 - 日本医療団西多賀病院（病床数100床）が厚生省に移管。
- 1947年8月 - 国立療養所西多賀病院に改称。
- 1961年4月1日 - 国立玉浦療養所と統合。
- 2004年4月1日 - 独立行政法人国立病院機構発足に伴い、独立行政法人国立病院機構西多賀病院に移行。
- 2013年12月1日 - 機関名を、独立行政法人国立病院機構仙台西多賀病院に改称。

## 診療科
- 整形外科
- 神経内科
- 内科
- リウマチ科
- 泌尿器科
- 循環器科
- 麻酔科
- 歯科
- 小児科
- 脳神経外科

## 医療機関の指定等
- 保険医療機関
- 労災保険指定医療機関
- 指定自立支援医療機関（更生医療・育成医療）
- 身体障害者福祉法指定医の配置されている医療機関
- 生活保護法指定医療機関
- エイズ治療拠点病院
- 特定疾患治療研究事業委託医療機関
- 児童福祉法に基づく指定医療機関（重症心身障害児委託病床・進行性筋萎縮症児委託病床）
- 小児慢性特定疾患治療研究事業委託医療機関
- 認知症疾患医療センター（地域型）

## 交通アクセス
- 仙台駅（東日本旅客鉄道東北新幹線/東北本線/仙山線/仙石線・仙台市地下鉄東西線/南北線）
  - 仙台駅前西口バスプール7・8番のりば
    - 宮城交通山田自由ヶ丘行乗車「仙台西多賀病院前」下車、徒歩5分。
    - 宮城交通日本平行、秋保行、川崎行、ライフタウン行、仙台南ニュータウン行乗車「鈎取」下車、徒歩10分
- 八木山動物公園駅（仙台市地下鉄東西線）
  - バスプール6番のりば
    - 宮城交通日本平行乗車「仙台西多賀病院前」下車、徒歩5分。
- 長町南駅（仙台市地下鉄南北線）
  - バスプール3・4番のりば
    - 宮城交通山田自由ヶ丘行乗車「仙台西多賀病院前」下車、徒歩５分。
    - 宮城交通日本平行、秋保行、川崎行、ライフタウン行、仙台南ニュータウン行乗車「鈎取」下車、徒歩10分
- 長町駅（東日本旅客鉄道東北本線・仙台市地下鉄南北線）
  - 西口3・1番のりば
    - 宮城交通山田自由ヶ丘行乗車「仙台西多賀病院前」下車徒歩５分
    - 宮城交通日本平行、秋保行、川崎行、ライフタウン行、仙台南ニュータウン行乗車「鈎取」下車、徒歩10分